# Mike Smrek
Michael Frank "Mike" Smrek (Welland, Ontario, 31 de agosto de 1962) es un exjugador de baloncesto canadiense que disputó siete temporadas en la NBA, además de jugar en la liga italiana, la liga griega y la liga croata. Con 2,13 metros de altura, lo hacía en la posición de pívot.

## Trayectoria deportiva

### Universidad
Jugó durante cuatro temporadas con los Golden Griffins del Canisius College, en las que promedió 9,1 puntos y 5,2 rebotes por partido. En 1998 fue incluido en el Salón de la Fama de su universidad, y en 2003 fue elegido en el equipo del siglo de Canisius.

### Profesional
Fue elegido en la vigésimo quinta posición del Draft de la NBA de 1985 por Portland Trail Blazers, pero en el mismo día de la elección sus derechos fueron traspasados a Chicago Bulls a cambio de los de Ben Coleman y Ken Johnson. En los Bulls jugó una única temporada, como tercer pívot por detrás de Jawann Oldham y Dave Corzine, y apenas dispuso de 10 minutos por encuentro, en los que promedió 2,8 puntos y 2,9 rebotes.
Tras ser despedido, fichó antes del comienzo de la temporada 1986-87 por Los Angeles Lakers como agente libre. El equipo, dirigido por Pat Riley, estaba repleto de estrellas como Magic Johnson, James Worthy o Kareem Abdul-Jabbar, asumiendo el papel de dar minutos de descanso a este último. Pero, a pesar de jugar entre las dos temporadas que allí permaneció solo 83 partidos, menos de 10 minutos en cada uno de ellos y promediar 2,5 puntos por encuentro, éstos le valieron para conseguir dos títulos de la NBA consecutivos.
En 1988 fue traspasado a San Antonio Spurs a cambio de una futura segunda ronda del draft. En el equipo tejano jugó su mejor campaña como profesional, en la que acabó promediando 4,2 puntos, 3,2 rebotes y 1,6 tapones por partido.
Tras renunciar los Spurs a sus derechos deportivos, se vio sin equipo, por lo que decidió aceptar una oferta del Jollycolombani Forlì de la liga italiana, donde solo jugó 9 partidos en los que promedió 8,9 puntos y 8,8 rebotes, hasta ser reclamado por los Golden State Warriors, con quienes firmó hasta el final de la temporada y otra más, pero tras jugar tan solo 18 partidos fue cedido a Los Angeles Clippers, de donde regresó para jugar sus últimos tres partidos en la liga profesional americana.
En 1992, ya con 30 años, decide prolongar un año más su carrera fichando por el AO Dafni de la liga griega, retirándose al término de la temporada. Regresó a su ciudad natal con su mujer, Sonja, de nacionalidad croata, y ella fue una de las artífices para que en 1996 decidiera aceptar regresar a las canchas firmando con el KK Split de la liga croata, con los que disputó 5 de los 6 partidos de la ronda preliminar de la Euroliga, promediando 4,6 puntos y 4,0 rebotes en 16,2 minutos por partido.

### Selección nacional
Smrek fue jugador de la Selección de baloncesto de Canadá entre 1992 y 1994, participando en el Campeonato FIBA Américas de 1992 en Estados Unidos y posteriormente en el Campeonato Mundial de Baloncesto de 1994 celebrado en su país, donde promedió 4,1 puntos y 3,0 rebotes en los 8 partidos que jugó, acabando su selección en la séptima posición.

## Estadísticas de su carrera en la NBA

### Temporada regular
| Temporada | Edad | Equipo                | Liga | P   | TIT | MIN  | TC  | TCA | %TC  | 3P  | 3PA | %3P  | TL  | TLA | %TL  | R.OF. | R.DEF. | REB | ASIS | ROB | TAP | PER | FP  | PTS |
| 1985-86   | 23   | Chicago Bulls         | NBA  | 38  | 5   | 10.7 | 1.2 | 3.2 | .377 | 0.0 | 0.1 | .000 | 0.4 | 0.8 | .552 | 1.2   | 1.7    | 2.9 | 0.5  | 0.2 | 0.6 | 0.8 | 2.5 | 2.8 |
| 1986-87   | 24   | Los Angeles Lakers    | NBA  | 35  | 3   | 6.7  | 0.9 | 1.7 | .500 | 0.0 | 0.0 |      | 0.5 | 0.7 | .640 | 0.4   | 0.7    | 1.1 | 0.1  | 0.1 | 0.4 | 0.5 | 2.0 | 2.2 |
| 1987-88   | 25   | Los Angeles Lakers    | NBA  | 48  | 2   | 8.8  | 0.9 | 2.1 | .427 | 0.0 | 0.0 |      | 0.9 | 1.4 | .667 | 0.6   | 1.2    | 1.8 | 0.2  | 0.1 | 0.9 | 0.6 | 2.2 | 2.8 |
| 1988-89   | 26   | San Antonio Spurs     | NBA  | 43  | 18  | 14.5 | 1.7 | 3.6 | .471 | 0.0 | 0.0 |      | 1.1 | 1.8 | .645 | 1.0   | 2.0    | 3.0 | 0.3  | 0.3 | 1.3 | 1.1 | 2.4 | 4.5 |
| 1989-90   | 27   | Golden State Warriors | NBA  | 13  | 3   | 8.2  | 0.8 | 1.8 | .417 | 0.0 | 0.0 |      | 0.1 | 0.5 | .167 | 0.8   | 1.8    | 2.6 | 0.1  | 0.3 | 0.8 | 0.7 | 1.4 | 1.6 |
| 1990-91   | 28   | TOTAL                 | NBA  | 15  | 0   | 6.3  | 0.6 | 1.8 | .333 | 0.0 | 0.0 |      | 0.4 | 0.8 | .500 | 0.5   | 1.3    | 1.7 | 0.3  | 0.2 | 0.2 | 0.2 | 1.8 | 1.6 |
| 1990-91   | 28   | Golden State Warriors | NBA  | 5   | 0   | 5.0  | 1.2 | 2.2 | .545 | 0.0 | 0.0 |      | 0.4 | 0.8 | .500 | 0.6   | 0.8    | 1.4 | 0.2  | 0.4 | 0.0 | 0.4 | 1.8 | 2.8 |
| 1990-91   | 28   | Los Angeles Clippers  | NBA  | 10  | 0   | 7.0  | 0.3 | 1.6 | .188 | 0.0 | 0.0 |      | 0.4 | 0.8 | .500 | 0.4   | 1.5    | 1.9 | 0.3  | 0.1 | 0.3 | 0.1 | 1.8 | 1.0 |
| 1991-92   | 29   | Golden State Warriors | NBA  | 2   | 0   | 1.5  | 0.0 | 0.0 |      | 0.0 | 0.0 |      | 0.0 | 0.0 |      | 0.0   | 0.5    | 0.5 | 0.0  | 0.0 | 0.0 | 0.0 | 0.0 | 0.0 |
| Total     |      |                       | NBA  | 194 | 31  | 9.7  | 1.1 | 2.5 | .431 | 0.0 | 0.0 | .000 | 0.7 | 1.1 | .617 | 0.8   | 1.4    | 2.2 | 0.3  | 0.2 | 0.8 | 0.7 | 2.1 | 2.9 |

### Playoffs
| Temporada | Edad | Equipo             | Liga | P  | MIN | TCA | TC | 3PA | 3P | TLA | TL | R.OF. | REB | ASIS | ROB | TAP | PER | FP | PTS | %TC  | %3P | %FT  | MIN | PTS | REB | AST |
| 1985-86   | 23   | Chicago Bulls      | NBA  | 3  | 5   | 0   | 1  | 0   | 0  | 0   | 0  | 0     | 0   | 0    | 0   | 1   | 0   | 2  | 0   | .000 |     |      | 1.7 | 0.0 | 0.0 | 0.0 |
| 1986-87   | 24   | Los Angeles Lakers | NBA  | 10 | 33  | 2   | 10 | 0   | 0  | 4   | 6  | 3     | 7   | 0    | 0   | 6   | 1   | 15 | 8   | .200 |     | .667 | 3.3 | 0.8 | 0.7 | 0.0 |
| 1987-88   | 25   | Los Angeles Lakers | NBA  | 8  | 34  | 1   | 5  | 0   | 0  | 1   | 3  | 1     | 6   | 0    | 1   | 3   | 2   | 4  | 3   | .200 |     | .333 | 4.3 | 0.4 | 0.8 | 0.0 |
| Total     |      |                    | NBA  | 21 | 72  | 3   | 16 | 0   | 0  | 5   | 9  | 4     | 13  | 0    | 1   | 10  | 3   | 21 | 11  | .188 |     | .556 | 3.4 | 0.5 | 0.6 | 0.0 |